# ماریا گروموا (شناگر)
ماریا گروموا (به انگلیسی: Maria Gromova) (زادهٔ ۲۸ فوریهٔ ۱۹۸۸) شناگر اهل روسیه است.